# David Carpenter
David Carpenter (ur. 1947) – brytyjski historyk i pisarz, profesor historii średniowiecznej w King’s College London. 
Jest synem księdza E.F. Carpentera, znanego historyka Kościoła i dziekana w Westminster Abbey w latach 1974-1986 oraz Julii Carpenter. David Carpenter studiował na Westminster School wraz z Davidem Piachaud, obecnie profesorem polityki społecznej na Oksfordzie. Jest autorem prac na temat angielskiego społeczeństwa, ekonomii, architektury, wojska i polityki z historii XIII wieku, napisał wiele esejów na ten temat. Są one zgromadzone w tomiku wraz z zebranymi dokumentami z czasów panowania Henryka III (Hambledon, 1996). 
Carpenter jest zwolennikiem teorii, że feudalizm jest fundamentalnie ważny dla codziennego angielskiego społeczeństwa i polityki po 1166 roku. 
Carpenter mieszka w Londynie z żoną Jane i dwójką dzieci, Katie i Jamesem.